# Dionysia iranica
Dionysia iranica är en viveväxtart som beskrevs av Ziba Jamzad. Dionysia iranica ingår i dionysosvivesläktet som ingår i familjen viveväxter. Inga underarter finns listade i Catalogue of Life.

## Bilder

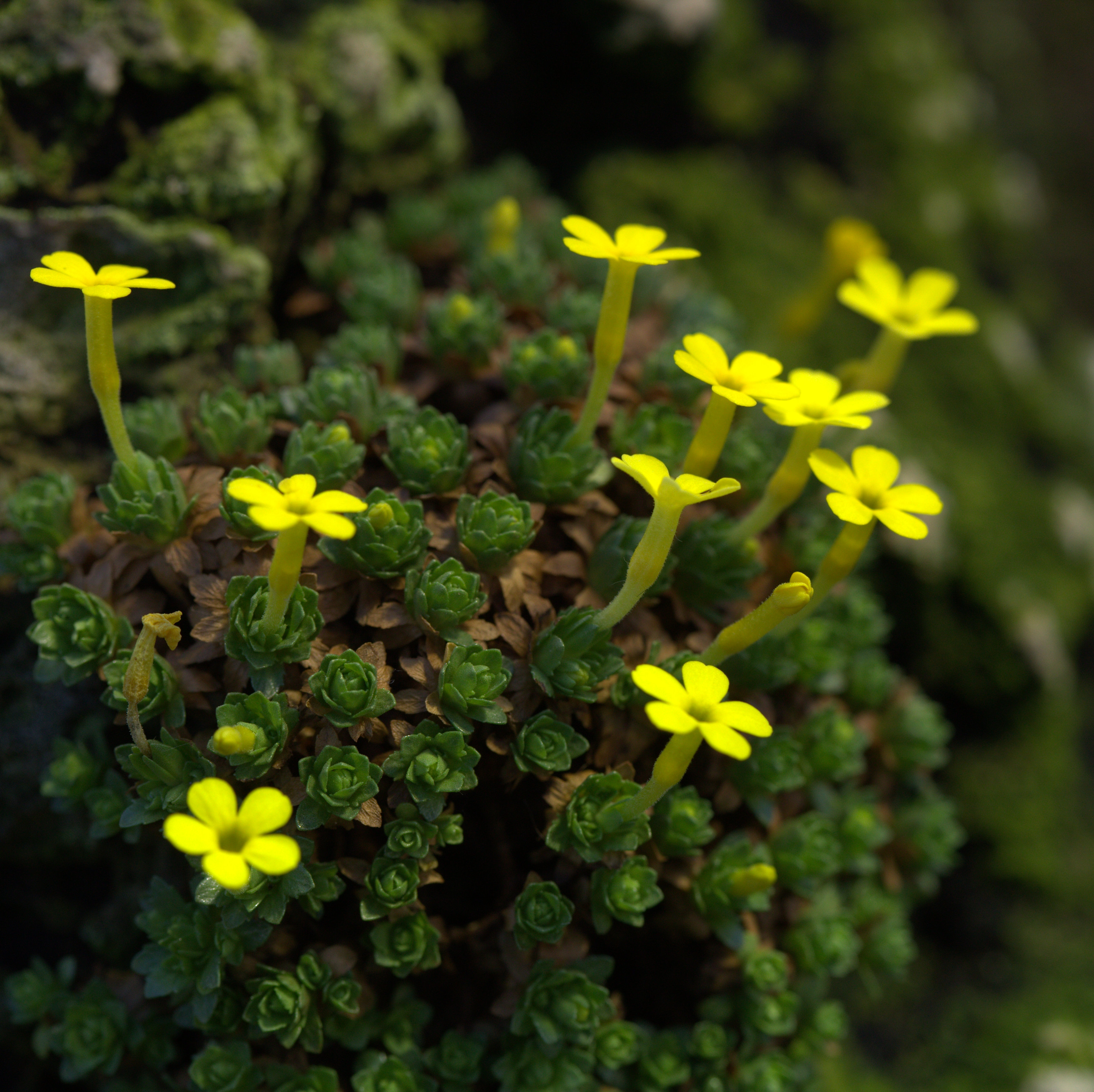
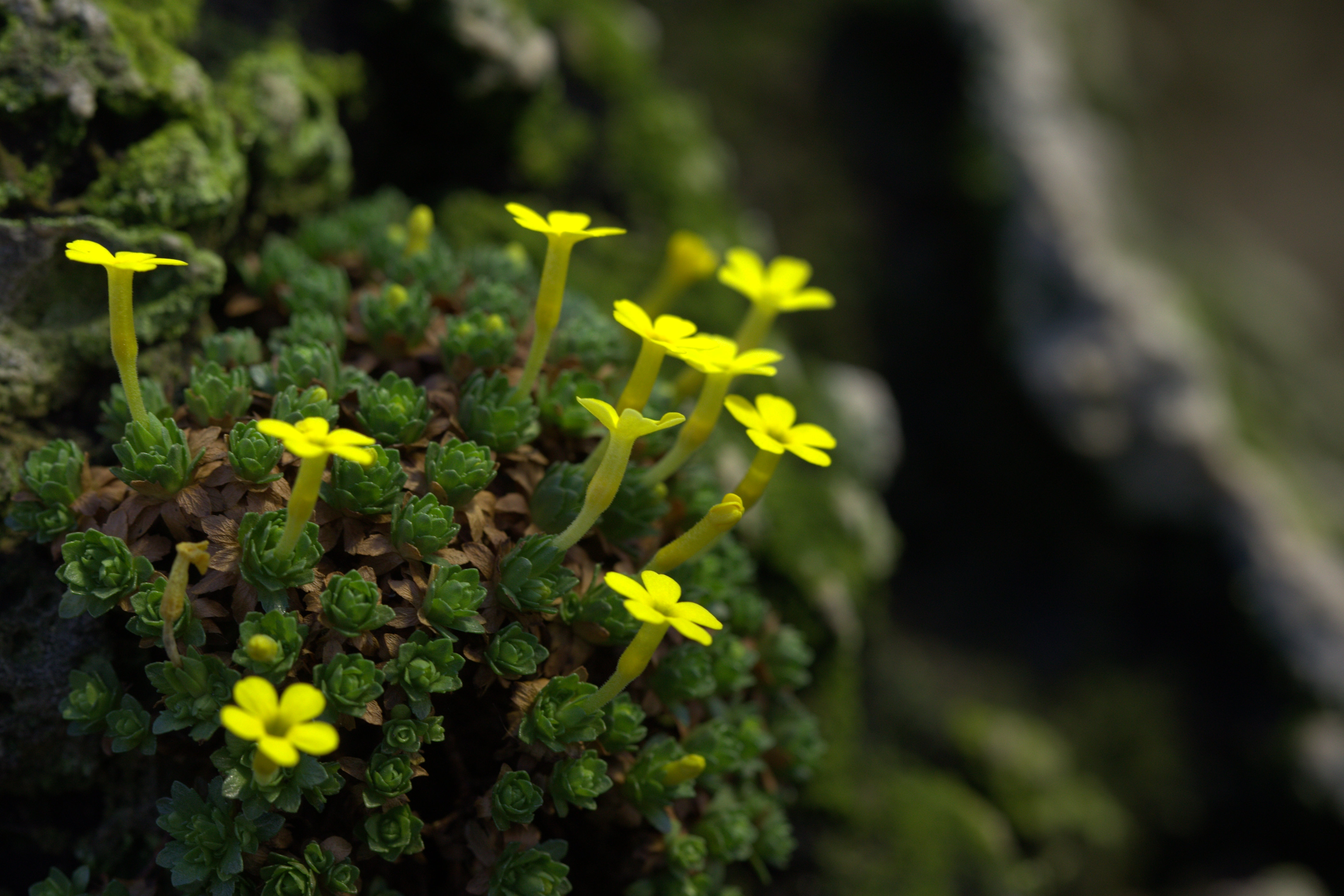
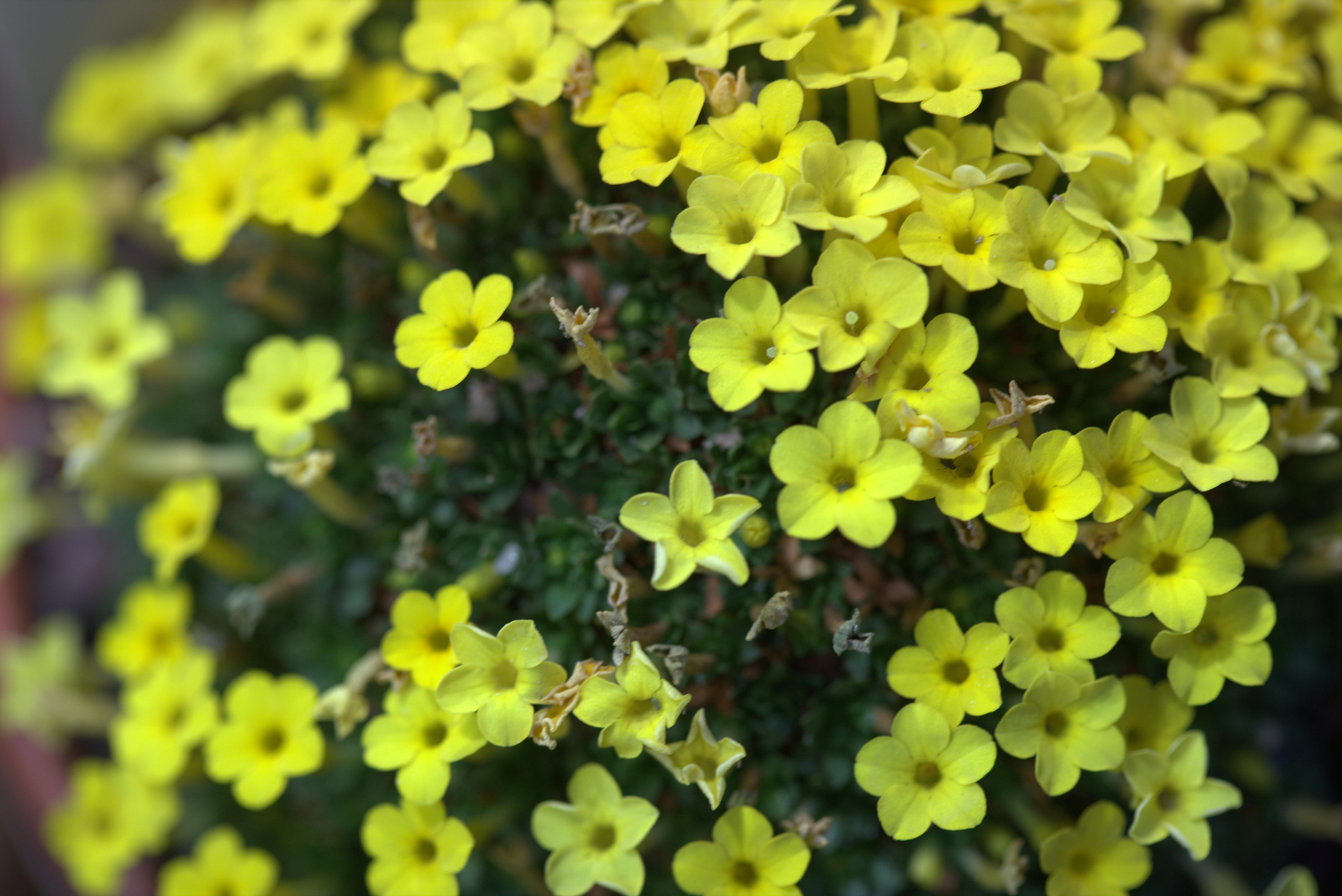
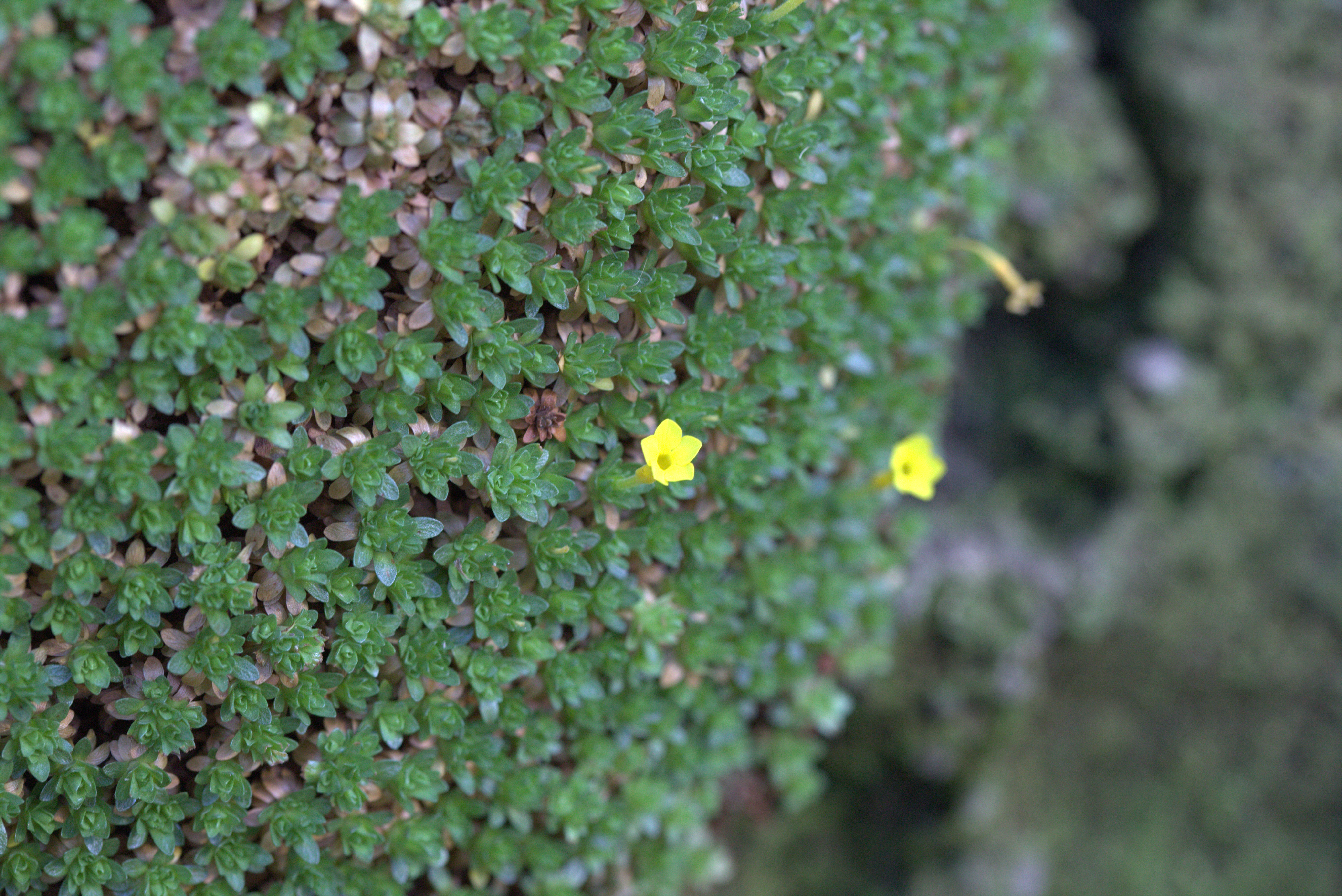